# Освенцимский замок
Освенцимский замок (пол. Zamek w Oświęcimiu) — замок, расположенный на вершине холма, на правом берегу реки Солы в городе Освенциме Малопольского воеводства в Польше.

## История
Первые упоминания об освенцимской каштелянии происходят из периода, когда она была присоединена к Опольскому княжеству (1177—1179). Считается, что переустройство и оборонительное укрепление замка в Освенциме совершил сын Мешко IV Кривоногого князь Казимир I Опольский. Об этом свидетельствуют археологические находки возле башни, подтверждающие существование каменной постройки на замковом холме в первой половине XIII века.
В 1241 году городище и окрестности разорили татары под командованием Байдара, которые направлялись в Силезию. После этого события город был отстроен и окружен стенами, а на холме началось строительство каменной башни на плане квадрата. Возле этой башни, после того, как в 1291 году Освенцим получил привилегию суда, палач исполнял приговоры.
В 1314 или 1315 году замок стал резиденцией первого правителя Освенцимского княжества — князя Владислава I Освенцимского.
В 1414—1433 годах, на протяжении всего периода своего правления, в замке проживал князь Казимир I Освенцимский.
В 1453 году замок выдержал осаду бывшего владельца Яна IV Освенцимского, который, не смирился с его потерей и стремился вернуть.
В 1454 году замок вместе с Освенцимский княжеством передали в качестве дани польскому королю Казимиру Ягеллончику, а через три года продали. Поскольку польский король приобрел чешские ленны, он должен был согласовать с чешским королем статус этих имений. Согласно Глогувскому трактату (1462 год), Освенцимско-Заторская земля стала частью Польской Короны. Первым каштеляном стал Николай Слоп. Король приказал восстановить замок и городские стены, укрепить оборонную систему и углубить рвы. Работы были профинансированы жителями Освенцимской и Краковской земель, которые оплатили одноразовую добровольную дань.
В 1503 году пожар уничтожил деревянные постройки замка, сохранились только башня и фундаменты. Реконструкция длилась много лет. На нужды строительства замка в 1512 году начал работу кирпичный завод, а в 1525 году — каменоломня. Работы были завершены в 1534 году. Затраты на восстановление покрывались за счет установления общего налога и сборов, полученных за пользование мостом, сооруженным в 1504 году. Разрешение на строительство моста, вероятно, утвердил сам король Александр Ягеллончик, который, кроме того, освободил город от уплаты налогов на 15 лет. Это была последняя большая перестройка замка. Впоследствии здание, теряя свой оборонительный характер, начало приходить в упадок.
Пожар, вызванный шведами в 1656 году, завершил упадок замка. Люстрация 1765 года подтвердила разрушение всех зданий, кроме башни и южного дома замка. Наводнения в 1805 и 1813 годах подмыли холм и разрушили оборонительные стены и хозяйственные постройки. Некоторое время в замке размещался склад соли. Впоследствии австрийская власть решила разобрать замок, однако, это намерение не было осуществлено. Последние перестройки замка в 1904—1906 и 1929—1931 годах окончательно изменили его характер. О его прежнем оборонном назначении свидетельствовала лишь готическая башня.
Во время Второй мировой войны замок служил резиденцией немецкой оккупационной власти.

## Современность
В наше время замок принадлежит городской администрации Освенцима. С 2004 по 2006 год, при финансовой поддержке Европейского Союза, был осуществлен его капитальный ремонт.
В 2010 году в замке был открыт музей.

## Архитектура
В наше время замок состоит из раннеготической башни типа бергфрид, построенной в конце XIII века, двухэтажного дома с подземельем, сооруженного на прямоугольном плане (старое крыло замка начала XVI века) и соединительного здания 1929—1931 годов, построенного на месте старой застройки. Значительную часть укреплений унесла река, которая, с течением времени меняла свое русло.
На замковом холме находятся остатки оборонительных стен, бастеи. Под замком тянутся два тоннеля: старый (построен в 1914 году), и новый (построен немцами в 1940—1944 годах), который служил противоартиллерийским укрытием.
Башня была построена на квадратном плане со стороной 10,5 м, ее западная стена была выдвинутой за стены примерно на 2 м, а вся башня — на 1,5 м выше уровня самой старой части стены. После того, как каменное здание было возведено на высоту 1,7 м над уровнем фундамента, работы по неизвестным причинам прекратили, а после возобновления строительства строительный материал сменили на кирпич. Строительство осуществляли по технике opus emplectum и вендской кладкой кирпича. Толщина стен башни у основания составляет около 4 м. Сохранились два этажа средневековой башни, а также дополнительный этаж, построенный на месте несохранившейся части в XVI веке. Крышу, покрытую гонтом, венчают два медных шары. Внутри башни, на верхнем этаже, есть большая комната с камином, с северо-восточной стороны — стрелецкое окно с реликтом древнего погоста (деревянная балка, вбитая в стену). С южной стороны на уровне двора находится вход, сделанный в XIX веке. Первоначальный вход, увенчанный стрельчатым порталом, размещается 10 метрами выше. Стиль здания, несмотря на множество ремонтов и реконструкций, остался неизменным.
Опираясь на сохранившиеся люстрационные документы замка, можно описать прежний вид замка. Чтобы войти в замок, надо было перейти два деревянных моста; комнаты, в которых принимали прибывших, находились на первом этаже. На нем находилась большая судебная зала, две комнаты и дополнительная зала. С другой стороны замка, также на первом этаже, размещались несколько комнат и часовня, а под ними канцелярия и склады (хорошо защищенные комнаты, в которых хранились гродские книги).
В башне было два или три этажа, соединенных внутри лестницей. Вход находился на значительной высоте и требовал приставление лестницы. В XVI веке были достроены деревянные наружные лестницы, которые не сохранились до нашего времени. В нижней части, к которой не было доступа извне, размещалась тюрьма. На фасаде башни находились часы.
В соседнем с башней здании, помимо жилых помещений, были пекарня, кладовая, сводчатые погреба, кухня, пивоварня и солодовня. Возле первых ворот находился арсенал.

## Галерея

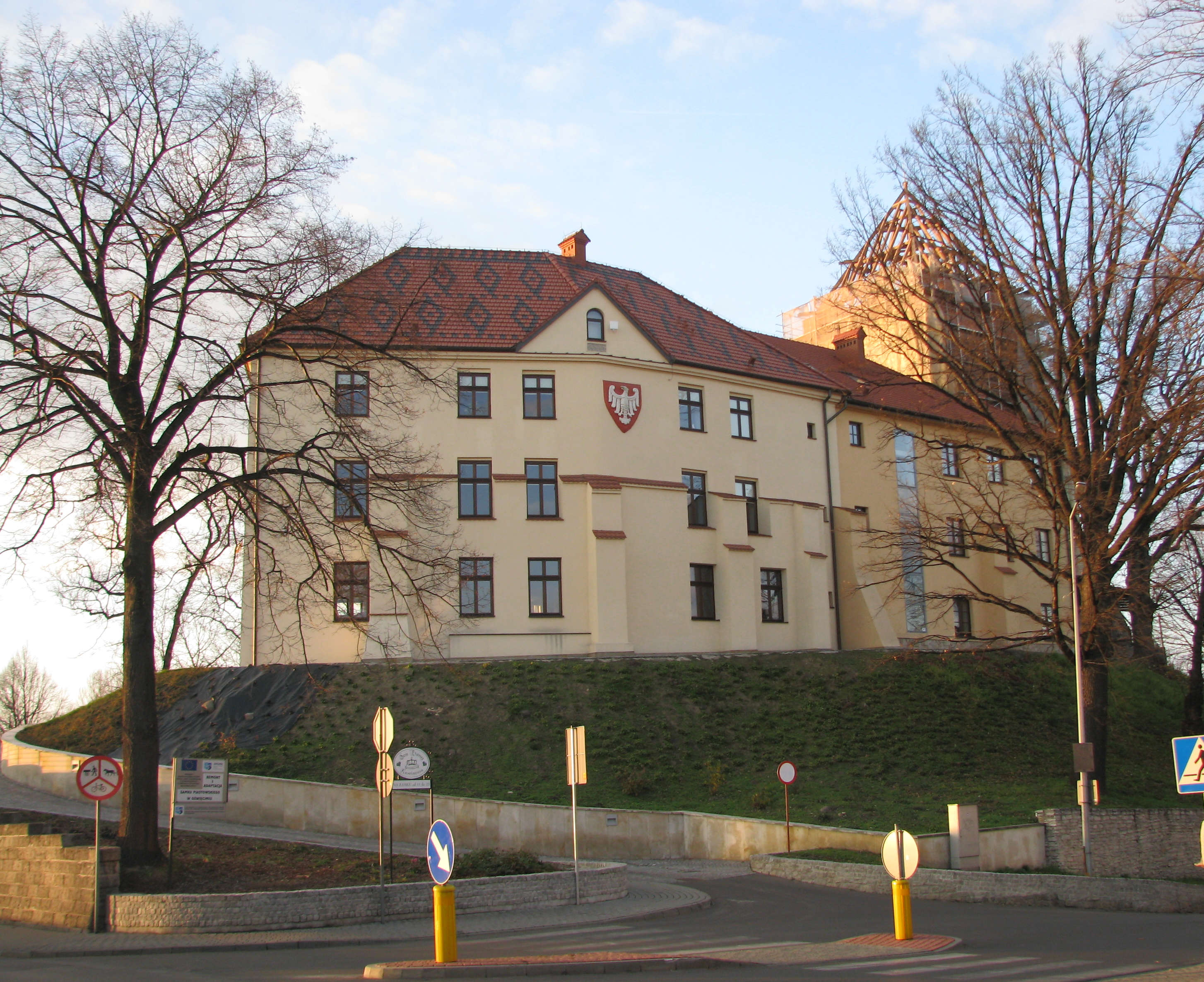
Вид замка с восточной стороны
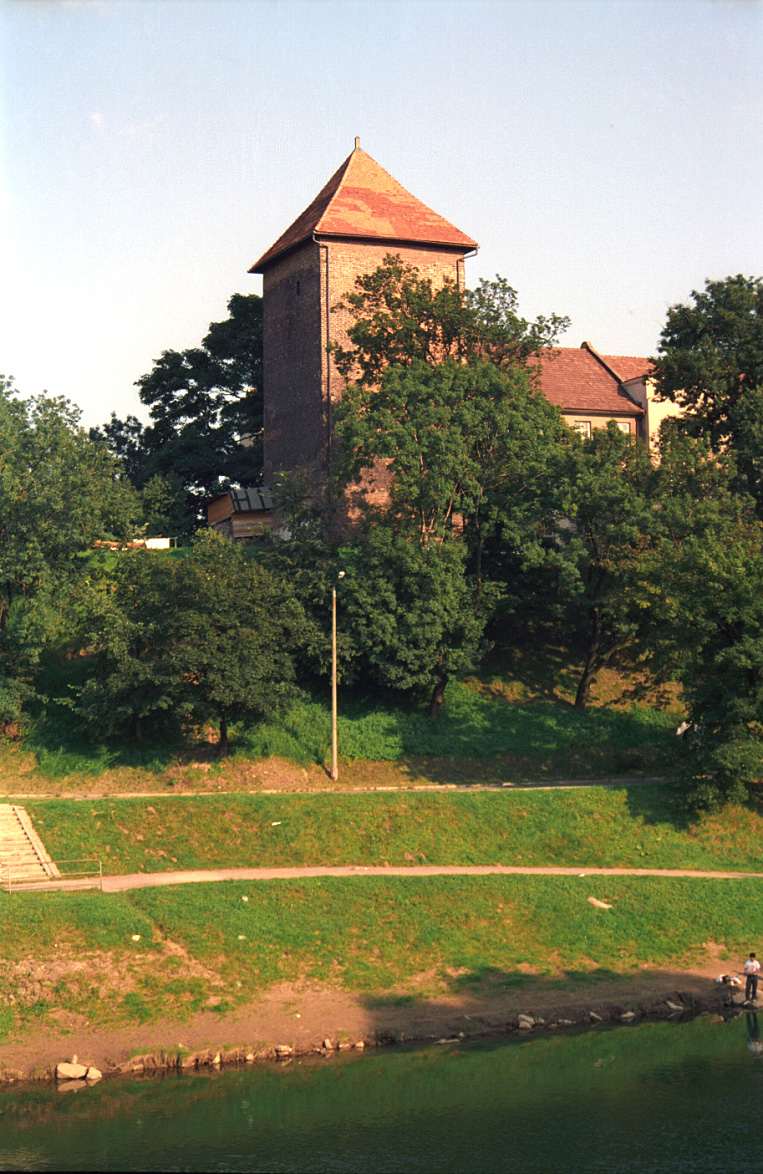
Вид замка с западной стороны
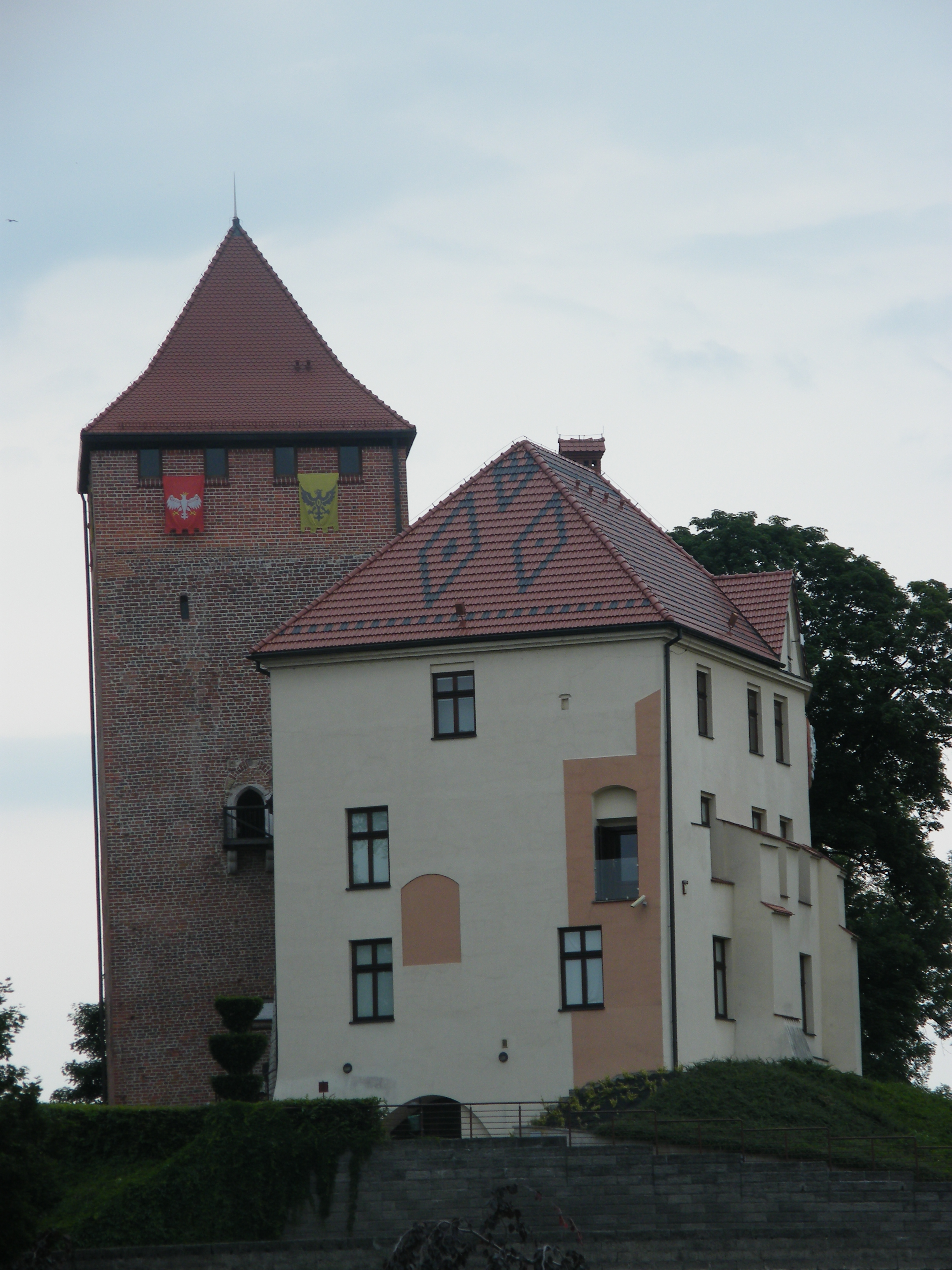
Замок и башня